# Leucopis chileana
Leucopis chileana är en tvåvingeart som beskrevs av Mcalpine 1960. Leucopis chileana ingår i släktet Leucopis och familjen markflugor. Inga underarter finns listade i Catalogue of Life.